# Davide Longo
Pour les articles homonymes, voir Longo.
Davide Longo, né en 1971 à Carmagnole (Italie), est un romancier italien, auteur de romans, de romans policiers et de littérature d'enfance et de jeunesse.

## Biographie
Davide Longo vit et travaille à Turin où il enseigne l'écriture à la Scuola Holden (it).
En 2001, il publie son premier roman Un mattino a Irgalem qui lui vaut le prix Grinzane-Cavour 2002 du meilleur premier roman.
En 2004, son deuxième roman, Il mangiatore di pietre, est publié et remporte le Premio Bergamo (letteratura) (it) 2005. 
En janvier 2010, son troisième roman, L'uomo verticale, a été publié par Fandango et a remporté Premio dei Lettori (it) 2010/2011. 
En 20014, il commence une série policière dont le premier volume L'Affaire Bramard (Il caso Bramard) est lauréat du Prix du polar européen 2024.

## Œuvre

### Romans
- Un mattino a Irgalem, (2001) publié en français sous le titre Un matin à Irgalem, la Fosse aux ours, 2004  (ISBN 2-912042-63-1)
- Il mangiatore di pietre, (2004) publié en français sous le titre Le Mangeur de pierres, Glénat, coll. « Hommes et montagnes », 2020  (ISBN 978-2-344-04240-3)
- Racconti di montagna, (2007)
- Il signor Mario, Bach e i Settanta, (2010)
- L'uomo verticale, (2010) publié en français sous le titre L'Homme vertical, Éditions Stock, coll. « La cosmopolite », 2012  (ISBN 978-2-234-06946-6)
- Ballata di un amore italiano, (2011)
- Maestro Utrecht, (2016)

### SérieBramard et Arcadipanett
- Il caso Bramard, (2014) publié en français sous le titre L'Affaire Bramard, Éditions du Masque, 2024  (ISBN 978-2-7024-5105-2), réédition Éditions Points coll. « Points policier » no 6362 2025  (ISBN 979-10-414-2000-1)
- Le bestie giovani, (2018) (autre titre Così giocano le bestie giovani) publié en français sous le titre Les Jeunes Fauves, Éditions du Masque, 2025  (ISBN 978-2-7024-5106-9)
- Una rabbia semplice, (2021)
- La vita paga il sabato, (2022)
- Requiem di provincia, (2023)

### Littérature d'enfance et de jeunesse
- La vita a un tratto, (2006)
- E più non dimandare, (2007)
- Pirulin senza parole, (2008)
- Le nozze di Cana, (2014)
- La montagna pirata, (2019)
- Flora, fauna e altre vite, (2019)
- Montagna si scrive stampatello, (2023)
- Breve storia che ogni bambino può leggere a un vignaiolo indipendente e viceversa, (2023)
- Il gioco della salamandra, (2024)

### Nouvelles
- Scritture giovani, (2002)
- Dieci decimi, (2003)
- Schema libero, (2003)
- FAQ domande e risposte sulla narrazione, (2004)
- Deandreide, (2006)
- La passione del racconto. Sei autori per il Sacro Monte di Varallo, (2008)
- Era l'anno dei Mondiali, (2010)
- Di Orta un Po, (2011)
- Ti vengo a cercare. Interviste impossibili, (2011)

## Adaptation
Il mangiatore di pietre est adapté au cinéma par Nicola Bellucci sous le titre homonyme, sorti en salles en juillet 2019.

## Prix et distinctions

### Prix
- Prix Grinzane-Cavour 2002 du meilleur premier roman pour Un mattino a Irgalem
- Premio Bergamo (letteratura) (it) 2005 pour Il mangiatore di pietre
- Premio dei Lettori (it) 2010/2011 pour L'uomo verticale
- Prix du polar européen 2024 pour L'Affaire Bramard[2]

### Nomination
- Prix Violeta Negra 2025 pour L'Affaire Bramard[3]